# 堺市立斎場
堺市立斎場（さかいしりつさいじょう）とは、大阪府堺市堺区にある、火葬場・斎場である。堺市が運営している。

## 概要
堺市立斎場は明治43年5月31日に開設された堺市が運営している火葬場・斎場である。
堺市駅前再開発事業と同じく堺市駅周辺の町づくりの一環として、平成11年4月に老朽化した旧火葬場を建替えた。その際、火葬場は無煙・無臭をはじめ、ダイオキシン類の発生防止対策を行ったものとなった。また、周辺環境の調和にも配慮し、多くの樹木を植えた施設へと変化した。
堺市立斎場は堺市駅のそばに位置する。斎場周囲は木で囲まれており、周辺には公園などもある。
火葬場には式場が併設されている。大小3つの式場が用意されており、直葬などの簡易な葬儀から一般葬まで幅広い葬儀形式に対応している。
火葬料金は市民料金とその他の料金に分かれており、死亡当時の住所（妊娠4カ月以上の死胎は、父か母の住所）が堺市内にある場合は市民料金で火葬が可能となっている。
堺市立斎場で火葬し、拾いきれなかった遺骨は淡路島庚申大本山 高野山 真言宗 松栄寺に埋葬される。

## 施設
- 火葬炉17基
- 待合室12室
- 式場3室（大式場2室、小式場1室）
- 遺体安置所(霊安室)
- 準備室(納棺部屋)
- 喫煙所
- 市民休憩室
- 遺族控室
- 駐車場：斎場内4台